# Tullgrenella musica
Tullgrenella musica es una especie de araña saltarina del género Tullgrenella, familia Salticidae. Fue descrita científicamente por Mello-Leitão en 1945.
Habita en Argentina.